# Az élet büdös
Az élet büdös (eredeti címe: Life Stinks) 1991-es amerikai filmvígjáték, amelyet Mel Brooks készített. Ő alakítja a főszereplőt is. Ez egyike azon kevés Brooks-filmeknek, amelyek nem paródiák, és a negyedik falat sem törik át benne. A további főszerepekben Lesley Ann Warren, Howard Morris és Jeffrey Tambor láthatók. A filmzenét John Morris szerezte. A film bukásnak számított, mind kritikai, mind anyagi szempontból.

## Cselekmény
Goddard Bolt (Mel Brooks) a Bolt Enterprises vezérigazgatója, akit nem igazán érdekel sem az emberek szükséglete, sem a környezet. Los Angeles szegénynegyedét szemelte ki magának: le akarja bontani. Azonban legnagyobb riválisa, Vance Crasswell is kiszemelte a területet. Fogadást köt Goddard-al: 30 napig az utcán kell élnie, mintha hajléktalan lenne. Ha Bolt veszít, Crasswellé lesz a tulajdon, de ha Bolt nyer, Crasswell gyakorlatilag ingyen eladja azt.

## Szereplők
| Karakter               | Színész               | Szinkronhang    |
| ---------------------- | --------------------- | --------------- |
| Goddard "Pepto" Bolt   | Mel Brooks            | Gruber Hugó     |
| Molly                  | Lesley Ann Warren     | Básti Juli      |
| Vance Crasswell        | Jeffrey Tambor        | Harsányi Gábor  |
| Pritchard              | Stuart Pankin         | Wohlmuth István |
| Sailor                 | Howard Morris         | Komlós András   |
| J. Paul Getty          | Rudy De Luca          |                 |
| Fumes                  | Teddy Wilson          |                 |
| Knowles                | Michael Ensign        |                 |
| Stevens                | Matthew Faison        |                 |
| Willy                  | Billy Barty           |                 |
| Gonosz Victor          | Brian Thompson        |                 |
| Yo                     | Raymond O'Connor      |                 |
| Moteltulajdonos        | Carmine Caridi        |                 |
| Tiszteletes az esküvőn | Sammy Shore           |                 |
| Spanyol tolmács        | Frank Roman           |                 |
| Dr. Kahahn             | Marvin Braverman      |                 |
| Fergueson              | Robert Ridgely        |                 |
| Dodd                   | John Welsh            |                 |
| Boltos                 | Stanley Brock         |                 |
| Kerekesszékes segéd    | James Van Patten      |                 |
| Ápoló                  | Mike Pniewski         |                 |
| Főnővér                | Marianne Muellerleile |                 |

## Háttér
Eredetileg Whoopi Goldberget szánták Lesley Ann Warren szerepére, de Brooks nem volt róla meggyőződve, hogy hitelesen tudná alakítani a szerelmét.

## Fogadtatás
A film nem indult az 1991-es cannes-i filmfesztiválon.
A film Brooks eddigi filmjeitől eltérően bukásnak számított mind kritikai, mind pénzügyi szempontból. A Rotten Tomatoes oldalán 18%-ot ért el 17 kritika alapján, és 3.9 pontot szerzett a tízből. A film 4.102.526 millió dolláros bevételt hozott a 13 millió dollaros költségvetésével szemben.
Roger Ebert pozitív véleménnyel volt a filmről, "szimpatikus új vígjátéknak" nevezte. A Tye Austin Chronicle kritikusa, Marjorie Baumgarten két csillagot adott neki az ötből. Véleménye szerint Brooks-nak nem kellett volna komoly filmmel próbálkoznia. Janet Maslin ugyanígy vélekedett a filmről, viszont dicsérte Lesley Ann Warren és Theodore Wilson játékát.
A Creative Loafing Charlotte kritikusa, Matt Brunson szerint "Mel Brooks előállt ezzel a filmmel, amelynél már csak az 1995-ös Drakula halott és élvezi rosszabb". Kritikájának célpontja volt a "fáradt" társadalomkritika és a Brooks filmjeiben szereplő visszatérő színészek hiánya, ezek miatt egy és fél csillagot adott a filmnek.